# Одсјаји у златном оку (филм)
Одсјаји у златном оку (енгл. Reflections in a Golden Eye) је филмска адаптација истоименог романа Карсон Мекалерс, у режији Џона Хјустона. У главним улогама су Марлон Брандо и Елизабет Тејлор. Улогу Велдона Пендертона требало је да добије Монтгомери Клифт, али је због његове смрти она припала Бранду. Филм се бави проблемом потиснуте хомосексуалности.

## Радња
Филм приказује пороке, жеље и преживљавања шест људи. Пуковник Велдон Пендертон је озбиљан и хладан човек, војници га се плаше, али га и поштују. Међутим, он не може да прихвати чињеницу да је хомосексуалац и да му се због тога гади сопствена супруга, изузетно лепа и згодна. Она пак, спава са његовим колегом, пуковником Морисом. Морисова супруга Алисон је после смрти своје бебе пала у дубоку депресију, током које је брадавице секла баштенским маказама. Сада се физички и ментално опоравља, али нови проблем је веза између њеног супруга и Пендертонове егоцентричне жене Леоноре. О Алисон се стара млади Филипинац Анеклето, чија феминизираност излуђује њеног супруга. Шеста особа је млади војник Вилијамс, који шпијунира породицу Пендертон. Леонора га зна као момка који се брине о њеном коњу, Жар-птици, а Велдон, као згодног младића који увече јаше го на црној кобили. Вилијамс свако вече кришом улази у Леонорину собу, где је гледа како спава и мирише њене ствари, а опет, њен супруг га индискретно посматра преко дана. Не могавши да поднесе срамну везу између свог супруга и жене његовог најближег колеге, Алисон одлучује да се разведе и одсели са Анеклетом. Уплашивши се за свој положај, Морис је шаље у санаторијум, где она ускоро извршава самоубиство. Он тек тада схвата колико је заиста волео, да жели да му се макар врати Анеклето, кога је толико мрзео. Свакодневна прича о Анеклету ће нервирати његову хировиту љубавницу, па ће односи између њих захладнети. Једне вечери Велдон угледа Вилијамса како улази у његову кућу. Мислећи да је дошао због њега, брзо поправља фризуру и чека код врата. Међутим, видевши да овај иде у Леонорину собу, узима пиштољ и убија га на месту.

## Улоге
| Глумац          | Улога             |
| --------------- | ----------------- |
| Марлон Брандо   | Велдон Пендертон  |
| Елизабет Тејлор | Леонора Пендертон |
| Брајан Кит      | Морис             |
| Џули Харис      | Алисон            |
| Зоро Дејвид     | Анеклето          |
| Роберт Форстер  | Вилијамс          |